# Comuna Dumbrăvița, Sîngerei
Comuna Dumbrăvița este o comună din raionul Sîngerei, Republica Moldova. Este formată din satele Dumbrăvița (sat-reședință), Bocancea-Schit și Valea lui Vlad.

## Demografie
Conform datelor recensământului din 2014, comuna are o populație de 2.253 de locuitori. La recensământul din 2004 erau 2.371 de locuitori.

## Administrație și politică
Componența Consiliului local Dumbrăvița (11 consilieri), ales la 5 noiembrie 2023, este următoarea:
|  | Partid                                       | Consilieri | Componență | Componență | Componență | Componență |
|  | -------------------------------------------- | ---------- | ---------- | ---------- | ---------- | ---------- |
|  | Partidul Socialiștilor din Republica Moldova | 4          |            |            |            |            |
|  | Partidul Acțiune și Solidaritate             | 4          |            |            |            |            |
|  | Partidul Liberal Democrat din Moldova        | 1          |            |            |            |            |
|  | Partidul Schimbării                          | 1          |            |            |            |            |
|  | Partidul Acasă Construim Europa              | 1          |            |            |            |            |